# جوناتان دي غوزمان
جوناتان ألكسندر دي غوزمان (بالهولندية: Jonathan Alexander de Guzmán) (ولد في 13 سبتمبر 1987 في سكاربوروه) لاعب كرة قدم هولندي.

## مسيرته الكروية
لعب جوناتان دي غوزمان خلال مسيرته الاحترافية مع 8 أندية في سبعة عشر موسمًا وسجل خلالها 46 هدفًا ضمن 340 مباراة. حيث فاز في موسمين بالكأس ولم يفز بأي دوري.
خاض جوناتان دي غوزمان مسيرته مع نادي فاينورد في موسم 2005–06 ليلعب معه خمسة مواسم، مشاركًا في 109 مباراة سجل خلالها 23 هدفًا. ثم انتقل إلى نادي ريال مايوركا في موسم 2010–11 ولمدة موسمين، حيث شارك في 34 مباراة سجل خلالها 5 أهداف. لينتقل بعدها إلى نادي فياريال في موسم 2011–12 لمدة موسم واحد، مشاركًا في 19 مباراة ولم يسجل أي هدف. ثم انتقل إلى نادي سوانزي سيتي في موسم 2012–13 ولمدة موسمين، مشاركًا في 71 مباراة سجل خلالها 9 أهداف. هذا وانتقل لاحقًا إلى نادي نابولي في موسم 2014–15 ولمدة موسمين، مشاركًا في 23 مباراة سجل خلالها 3 أهداف. ثم انتقل بعدها إلى نادي كاربي في موسم 2015–16 لمدة موسم واحد، مشاركًا في 5 مباريات سجل خلالها هدفًا واحدًا. ليعود وينتقل من جديد، لكن هذه المرة إلى نادي كييفو فيرونا في موسم 2016–17 لمدة موسم واحد، مشاركًا في 27 مباراة سجل خلالها هدفين. لينتقل بعدها إلى نادي آينتراخت فرانكفورت في موسم 2017–18 واستمر معه طيلة ثلاثة مواسم، مشاركًا في 52 مباراة سجل خلالها 3 أهداف.

## وصلات خارجية
- جوناتان دي غوزمان على موقع الاتحاد الدولي (مؤرشف)  (الإنجليزية)
- جوناتان دي غوزمان على موقع الاتحاد الأوربي (الإنجليزية)
- جوناتان دي غوزمان على موقع إي إس بي إن إف سي (الإنجليزية)
- جوناتان دي غوزمان على موقع قاعدة بيانات كرة القدم.إي يو (الإنجليزية)
- جوناتان دي غوزمان على موقع ناشيونال فوتبول تيمز (الإنجليزية)
- جوناتان دي غوزمان على موقع Soccerbase.com (لاعب) (الإنجليزية)
- جوناتان دي غوزمان على موقع Soccerway.com (الإنجليزية)
- جوناتان دي غوزمان على موقع عالم كرة القدم.نت (الإنجليزية)
- جوناتان دي غوزمان على موقع أوليمبيديا (الإنجليزية)
- جوناتان دي غوزمان على موقع AS.com (الإسبانية)